# Zweden op het Eurovisiesongfestival 1963
Melodifestivalen 1963 (destijds bekend als Eurovisionsschlagern, svensk final) was de vijfde editie van de liedjeswedstrijd die de Zweedse deelnemer voor het Eurovisiesongfestival oplevert.
De liedjes werden door twee zangers gezongen, één met een groot orkest en één met een klein. Er werden 816 liedjes ingestuurd. De winnaar werd bepaald per stemming door de expert-jury. Monica Zetterlund won en kreeg geen enkel punt op het songfestival, het was de eerste en enige keer dat dat een Zweedse inzending overkwam.

## Uitslag
| Plaats | Artiest1          | Artiest2                                  | Lied                | Songwriters                           |
| ------ | ----------------- | ----------------------------------------- | ------------------- | ------------------------------------- |
| 1ste   | Monica Zetterlund | Carli Thornehave                          | En gång i Stockholm | Bobbie Ericson, Beppe Wolgers         |
| 2de    | Gerd Söderberg    | Roffe Berg, Hasse Burman & Charlie Norman | Storstadsmelodi     | Gunnar Lundén-Welden, Carl Gyllenberg |
| 3de    | Carli Thornehave  | Lars Lönndahl                             | Twist till menuett  | Thore Skogman                         |

- 1: groot orkest
- 2: klein orkest

### Uitgeschakelde liedjes
| Artiest1                                  | Artiest2                      | Lied                            | Songwriters              |
| ----------------------------------------- | ----------------------------- | ------------------------------- | ------------------------ |
| Lars Lönndahl                             | Gunnar Wiklund                | Vårens flickparad               | Britt Lindeborg          |
| Roffe Berg, Hasse Burman & Charlie Norman | Gerd Södergren                | Hong Kong-sång                  | Bobbie Ericson, Bo Eneby |
| Anna-Lena Löfgren                         | Ann-Louise Hanson             | Säg varför                      | Ulf Källqvist            |
| Per Lindqvist & Ulf Lindqvist             | Lily Berglund                 | Rosen och vinden                | Owe Thörnqvist           |
| Lily Berglund                             | Mona Grain                    | Fröken Eko                      | Britt Lindeborg          |
| Gunnar Wiklund                            | Tommy Jacobsson               | Scheherazde                     | Åke Gerhard              |
| Mona Grain                                | Ann-Catrine Widlund           | Jag är så trött på allt det här | Bo Harry Sandin          |
| Ann-Louise Hanson                         | Per Lindqvist & Ulf Lindqvist | Zum zum zum, lilla sommarbi     | Sam Samson, Fritz-Gustav |

- 1: groot orkest
- 2: klein orkest